# Grossaffoltern
Grossaffoltern is een gemeente en plaats in het district Seeland van het Zwitserse kanton Bern. Grossaffoltern telt 2.887 inwoners.

## Geboren
- Niklaus Niggeler (1817-1872), advocaat, notaris, bestuurder en politicus